# Escalda Oriental
El Escalda Oriental (en neerlandés: Oosterschelde) es un estuario situado en la provincia neerlandesa de Zelanda, entre la isla y municipio de Schouwen-Duiveland y el municipio de Tholen al norte y los municipios de Noord-Beveland y Zuid-Beveland al sur. En época del Imperio romano era la mayor desembocadura del río Escalda, pero en 1530 la inundación de San Félix anegó grandes zonas del Flandes zelandés.
En 2002 todo el estuario fue designado parque nacional.